# 로이오
로이오(Rhoeo)는 그리스 신화에 나오는 디오니소스의 아들인 스타필로스가 크리소테미스와의 사이에서 낳은 딸이다. 로이오와 그녀의 여동생인 헤미테아가 벌인 경쟁에 대해서 나온다. 아르고스 왕 포로네우스의 아들 리르코스가 스타필로스의 집에 묵게 되었을 때, 스타필로스는 신탁에 따라 자신의 두 딸들 중 하나를 그와 짝지어 주려고 했다. 로이오와 헤미테아 자매는 서로 리르코스의 마음을 사로잡기 위해 다투었지만, 결국 리르코스는 술에 취한 상태에서 헤미테아와 맺어졌다.